# Burn (Gewässer)
Der Begriff Burn bezeichnet in Nordost-England, Schottland und der Region Otago in Neuseeland einen Wasserlauf, dessen Größe von einem kleinen Bachlauf bis zu einem Fluss reicht.
Der Begriff kommt aus dem Nordhumbrischen, einem Dialekt des Altenglischen.
In Neuseeland wurde der Begriff durch den aus Northumbrien stammenden Landvermesser John Turnbull Thomson eingeführt, der einen großen Teil der Südinsel erkundete und kartierte.
In der neueren englischen Sprache ist „bourne“ oder „bourn“ ein entsprechender Begriff, der sich etwa im Namen der Stadt Bournemouth findet.
In der deutschen Sprache ist das Wort „Born“ in seiner Bedeutung „Brunnen“, aber auch allgemein „Wasser“ ein verwandter Begriff.